# Hennadij Pavlovyč Kuz'min
Hennadij Pavlovyč Kuz'min, in ucraino Геннадій Павлович Кузьмін? (Mariinsk, 19 gennaio 1946 – Lugansk, 28 febbraio 2020), è stato uno scacchista ucraino (sovietico fino al 1991).

## Biografia
Grande maestro dal 1973, partecipò a undici Campionati sovietici. Ottenne i migliori piazzamenti nel 1972 (terzo dietro a Michail Tal' e Volodymyr Tukmakov nel 40º campionato sovietico) e nel 1973 (secondo dietro a Boris Spasskij nel 41º campionato sovietico).
Tre volte vincitore del Campionato ucraino (1969, 1989 e 1999), partecipò con la nazionale di scacchi sovietica alle olimpiadi di Nizza 1974; realizzò 12,5 punti su 15, vincendo l'oro di squadra e il bronzo individuale in prima riserva.
Fu allenatore di diversi campioni ucraini, tra cui Ruslan Ponomarëv (che sotto la sua guida diventò campione del mondo FIDE all'età di 18 anni e 104 giorni), Kateryna Lahno (diventò, a 22 anni e 4 mesi, la più giovane ad ottenere il titolo di Grande Maestro Femminile), Zachar Jefimenko e Oleksandr Areščenko.
Kuzmin gestì una scuola di scacchi online sul sito della federazione scacchistica ucraina.

## Risultati di rilievo
- 1974:  vittoria alla pari con Szabó, Tal' e Timman altorneo di Hastings 1973/74
- 1977:  vittoria al 19º torneo di Capodanno di Reggio Emilia; vittoria al torneo di Baku
- 1979:  vittoria al torneo Tallinn
- 1980:  vittoria al torneo Kladovo
- 1981:  vittoria al torneo di Dortmund, per spareggio tecnico su Speelman e Ftáčnik; vittoria a Bangalore
- 1985:  secondo posto a Tallinn, dietro a Sergej Dolmatov
- 1990:  vittoria campionato blitz della città di Mosca